# Артаз Пон Нотре Дам
Артаз Пон Нотре Дам (фр. Arthaz-Pont-Notre-Dame) насеље је и општина у источној Француској у региону Рона-Алпи, у департману Горња Савоја која припада префектури Сен Жилијен ан Женвоа.
По подацима из 2006. године у општини је живело 1220 становника, а густина насељености је износила 196 становника/km². Општина се простире на површини од 5,96 km². Налази се на средњој надморској висини од 482 метара (максималној 513 m, а минималној 405 m).

## Демографија
| 1962. | 1968. | 1975. | 1982. | 1990. | 1999. | 2011. |
| ----- | ----- | ----- | ----- | ----- | ----- | ----- |
| 585   | 691   | 850   | 957   | 1.139 | 1.169 | 1.287 |

График промене броја становника у току последњих година